# كاثلين فريمان
كاثلين فريمان (بالإنجليزية: Kathleen Freeman)‏ (و. 1919 – 2001 م) هي ممثلة، وممثلة مسرحية، وممثلة تلفزيونية، من الولايات المتحدة الأمريكية، ولدت في شيكاغو، توفيت في مدينة نيويورك، عن عمر يناهز 82 عاماً بسبب سرطان الرئة.

## جوائز
حصلت على جوائز منها:
- جائزة المسرح العالمي (2001).[4]

## وصلات خارجية
- كاثلين فريمان على موقع IMDb (الإنجليزية)
- كاثلين فريمان على موقع روتن توميتوز (الإنجليزية)
- كاثلين فريمان على موقع ألو سيني (الفرنسية)
- كاثلين فريمان على موقع أول موفي (الإنجليزية)
- كاثلين فريمان على موقع قاعدة بيانات برودواي على الإنترنت (الإنجليزية)
- كاثلين فريمان على موقع قاعدة بيانات الأفلام السويدية (السويدية)
- كاثلين فريمان على موقع إن إن دي بي (الإنجليزية)
- كاثلين فريمان على موقع قاعدة بيانات الفيلم (الإنجليزية)
- كاثلين فريمان على موقع كينوبويسك (الروسية)